# Lucius Antonius Felix
Lucius Antonius Felix (vollständige Namensform Lucius Antonius Luci filius Arnensi Felix) war ein im 2. Jahrhundert n. Chr. lebender Angehöriger der römischen Armee. Durch eine Inschrift, die in Troesmis gefunden wurde, ist seine militärische Laufbahn bekannt.
Felix diente als Centurio in den folgenden Legionen (in dieser Reihenfolge): in der Legio III Augusta, die ihr Hauptlager in Lambaesis in der Provinz Africa hatte, in der Legio X Gemina, die ihr Hauptlager in Vindobona in der Provinz Pannonia superior hatte und in der Legio I Italica, die ihr Hauptlager in Novae in der Provinz Moesia inferior hatte. Er ist als Centurio der Legio III Augusta durch eine weitere Inschrift belegt, die in Lambaesis gefunden wurde.
Felix stammte aus Karthago und war in der Tribus Arnensis eingeschrieben. Er starb im Alter von 59 Jahren (vixit annis LVIIII). Die Inschrift aus Troesmis wurde von seiner Ehefrau Didia Marcellina und ihren Kindern errichtet.
Die Inschrift aus Troesmis wird bei der Epigraphik-Datenbank Clauss-Slaby auf 171–200 datiert. James Robert Summerly datiert die Laufbahn von Felix zwischen 100 und 140.